# Relaxação
A relaxação no âmbito da Ressonância magnética nuclear (RMN) e da imagem por ressonância magnética (IRM), descreve a evolução das magnetizações em duas direcções distintas.

## Processos de Relaxação
Microscopicamente, a relaxação é causada pelas flutuações de campo magnético
provocados pela modulação da interação magnética dipolo-dipolo, ou de outras interações magnéticas.

## Tempos de relaxação
Boa parte dos estudos de mobilidade iônica, atômica ou molecular usando RMN são
realizados através das medidas dos tempos de relaxação (T1,T2 e T1ρ) de relaxação são sensíveis a processos dinâmicos que ocorrem em diferentes freqüências. Assim, T1  mede a relaxação da componente da magnetização paralela ao campo magnético externo, sendo este tempo sensível a movimentos rápidos, da T2  mede a relaxação da componente transversal da magnetização, o qual é sensível aos movimentos caracterizados por 
ordem de MHz. O tempo de relaxação T2 freqüências muito baixas (10 Hz). Finalmente, o tempo T1ρ informações de movimentos lentos uma vez que T1ρ−1 é muito útil para obter ∝ J(ω1) onde ω1 = γB1~10 – 50 kHz. As formas das funções das taxas de relaxação dependem da natureza dos 
processo dominantes. 

### Relaxação Transversal
No caso de uma amostra contendo 1023 núcleos atômicos com spin diferente de zero, não existe somente uma freqüência de Larmor para spins de mesma espécie. Isto ocorre devido à variação de campo magnético ao longo da amostra, decorrente ou dos campos magnéticos produzidos pelos próprios momentos magnéticos dos núcleos atômicos, entre outras interações que serão discutidas posteriormente, ou porque o campo magnético estático aplicado não é homogêneo. Deste modo, o campo magnético na direção z varia ao longo da amostra induzindo variações  nas freqüências de Larmor. Portanto, a magnetização transversal produzida imediatamente após um pulso de RF será constituída por várias magnetizações, que irão precessionar com freqüências de Larmor diferentes no plano transversal.
Conseqüentemente, a magnetização total tenderá a desaparecer ao longo do tempo devido ao espalhamento total dos spins no plano transversal. Como o sinal de RMN corresponde à variação de fluxo de campo magnético produzido pela magnetização total, {\displaystyle {\vec {M}}}, composta pelos diferentes grupos de spins com freqüências de precessão diferentes, {\displaystyle {\vec {m}}_{i}} , o FID deverá tender à zero depois de um intervalo de tempo, denominado Tempo de Relaxação Transversal, T2 . Tipicamente, em líquidos, este decaimento do sinal FID é da forma exponencial dada por:
{\displaystyle M_{y}(t)=M_{xy}\cos \omega _{0}t\exp(-t/T_{2})}
Logo, a existência de diferentes freqüências de Larmor resulta no
alargamento de linha. Logicamente, a intensidade e variabilidade destes campos adicionais ao longo da direção z vão depender de dois fatores. Um fator está associado ao estado físico da amostra, ou da mobilidade que os núcleos magnéticos apresentam no interior da mesma. No estado líquido, os spins apresentam mobilidade suficiente para terem seus campos magnéticos promediados à zero durante o experimento de RMN, fazendo com que T2 bem estreita. Já os líquidos viscosos apresentam T2 seja bastante longo e a linha espectral menor e os sólidos apresentam T2 bastante curtos. O segundo fator está associado à homogeneidade do campo magnético estático, a qual depende tanto da qualidade do magneto utilizado quanto da habilidade do operador do espectrômetro durante o procedimento de homogeneização do mesmo.
Os campos magnéticos gerados pelos magnetos não são perfeitamente homogêneos. Uma amostra dentro deste campo sentirá  uma diferença de campo
δB .
Conseqüentemente ela terá uma dispersão na freqüência de Larmor δω= γ δ B  
sobre o domínio da amostra. Para distinguir este efeito do verdadeiro tempo de relaxação T2 , o tempo de decaimento (γ δ B)−1 é chamado T2*,muito freqüentemente, em líquidos T2*<T2. O shimming (termo utilizado para o processo de homogeneização do campo magnético)  nos magnetos, reduz δB , portanto, aumenta T2*.

### Relaxação Longitudinal
O processo de relaxação longitudinal de um núcleo atômico está associado à
recuperação da distribuição de Boltzmann de equilíbrio após um pulso de
RF, e ocorre exclusivamente devido aos campos magnéticos locais flutuantes
produzidos pela sua vizinhança, denominada rede. Por esta razão, a relaxação
longitudinal também é denominada por relaxação spin-rede. Visto que a
probabilidade de transição espontânea é praticamente nula nestes sistemas.  A rede
produz campos magnéticos locais flutuantes, transversais ao campo externo aplicado,
os quais, segundo a regra de ouro de Fermi, produzirão transições entre os níveis de
energia dos núcleos atômicos, dependendo da freqüência de flutuação do campo
local e da intensidade do mesmo. A freqüência de flutuação do campo local
dependerá novamente da mobilidade dos spins e do estado físico da amostra. Para
que a probabilidade de transição seja máxima, a freqüência de flutuação do campo
local deve ser da ordem da freqüência de Larmor. Sendo maior ou menor, a
probabilidade diminuirá. A intensidade do campo local no núcleo dependerá da fonte
de campo magnético e da sua geometria.
Logo, por exemplo, quando aplicamos um pulso de π/2 sobre os sistema de spins a magnetização z se anula, o que equivale a igualar a população dos dois níveis de energia Zeeman. Imediatamente após o excitação do spins, começa o processo de relaxação longitudinal que recuperará a diferença de população entre os níveis de energia e, conseqüentemente, a magnetização de equilíbrio M0. A evolução temporal da magnetização Mz(t) até atingir seu estado de equilíbrio é da forma exponencial dada por:
{\displaystyle M_{z}(t)=M_{0}(1-\exp(-t/T_{1})}
onde o parâmetro T1 é denominado tempo de relaxação longitudinal. Deve-se 
observar, no entanto, que o tempo necessário para que a magnetização retorne a 99% 
de seu valor de equilíbrio é da ordem de 5T1. Quando t=T1 a magnetização atingiu apenas 63% de seu valor de equilíbrio. No caso de líquidos de baixa viscosidade, os tempos de relaxação transversal são tão longos que antes da magnetização se espalhar no plano transversal, ela já retornou à direção z. Neste caso particular,T1=T2 . Portanto, a escolha adequada de líquidos para a realização do processo de homogeneização é de fundamental importância já que o processo de relaxação longitudinal pode introduzir um alargamento adicional na linha espectral.

## Constante de relaxação longitudinal T1
Num meio ideal onde a conservação do momento angular se satisfaz em forma estrita para os núcleos observados, T1 não existiria. Quando se altera a magnetização de um núcleo por efeito de um pulso experimental, o mesmo deve manter a sua  precessão, de maneira que a maior parte da magnetização em desequilíbrio não pode equilibrar-se. No entanto, num sistema real, produz-se uma transferência de spin entre os núcleos observados e o meio. Isto permite que se produzam transições "proibidas", e "relaxação" desde um estado "excitado" a um de equilíbrio.
T1 é por definição, a componente da relaxação que ocorre na direcção do campo magnético ambiente. Isto no geral sucede por interacções entre os núcleos de interesse e os núcleos não excitados no meio, como também com campos eléctricos no meio  (denominado de forma genérica como a 'rede'). Portanto, T1 é chamada la relaxação da "rede de spin".
T1 mede-se como o tempo requerido para que o vector de magnetização M recupere um valor igual a 63% da sua magnitude inicial. Seu valor varia segundo a densidade de campo magnético B.

## Constante de relaxação transversal  T2
Num sistema ideal, T2 tampouco existiria. No entanto, em sistemas reais, existe uma transferência de spin entre os núcleos excitados que dispersa a magnetização que não se encontra em equilíbrio.
Por definição T2, é a componente 'verdadeira' de relaxação (ver T2*) até às condições de equilíbrio, perpendicular ao campo magnético ambiente. Por ele, a relaxação está dominada por interacções entre os núcleos spinning que já se encontram excitados. Por dita razão, a relaxação T2 é chamada relaxação "transversal" ou "spin-spin".
Dado que os processos T2 seguem um decaimento exponencial, a quantidade T2 define-se como o tempo requerido para que a magnetização transversal do vector alcance 37% da sua magnitude original depois da sua excitação inicial. 
A diferença de T1, T2 é muito menos susceptível a variações na intensidade do campo B.

## Equações de Bloch
As equações de Bloch descrevem a magnetização e a contribuição dos fenômenos de 
relaxação.  As relaxações são conhecidas como relaxação longitudinal ou tempo de relaxação 
spin-rede (T1) e relaxação transversal ou tempo de relaxação spin-spin (T2)
As três componentes da magnetização M, são expressas em termos de equações diferenciais:
{\displaystyle {\begin{aligned}{\dot {M}}_{x}-\gamma (M_{y}B_{z}-M_{z}B_{y})+{\frac {1}{T_{2}}}M_{x}=0\\{\dot {M}}_{y}-\gamma (M_{z}B_{x}-M_{x}B_{z})+{\frac {1}{T_{2}}}M_{y}=0\\{\dot {M}}_{z}-\gamma (M_{x}B_{y}-M_{y}B_{x})+{\frac {1}{T_{1}}}M_{z}=0\end{aligned}}}
sendo Mz, uma equação diferencial não homogênea. Atualmente podemos ver as soluções analíticas das equações diferenciais de Bloch.

## Mecanismos e Interações
Existem basicamente dois tipos de interações: as interações magnéticas que
envolvem o acoplamento dos momentos magnéticos nucleares, e as interações de natureza elétrica, que envolvem acoplamentos com o momento de quadrupolo
elétrico do núcleo.
Algumas das interações magnéticas importantes são: a) acoplamentos dipolo-dipolo homo e hetero nucleares, b) acoplamentos dipolar e escalar entre o spin nuclear e spin eletrônico, e c) interação entre o spin nuclear e os elétrons de condução. Entre os mecanismos de relaxação mais importantes estão:
- o dipolar,
- o quadrupolar,
- a relaxação por anisotropia de deslocamento químico anisotrópico

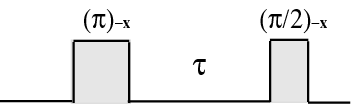
Pulso inversão recuperação, método par medir T_{1}

- a relaxação por acoplamento escalar
- a relaxação spin rotacional.

### Métodos para Medir T1
Existem vários métodos para medir o tempo de relaxação longitudinal T1. O método
mais utilizado é o de inversão-recuperação, o qual consiste em aplicar a seqüência de 
pulso 180º - τ - 90º.
O pulso de 180º  inverte a magnetização longitudinal e durante o intervalo de tempo τ, a magnetização evolui segundo o processo de relaxação longitudinal. Depois aplica-se um pulso de 90º para leitura do sinal. Imediatamente após o pulso de 90º, surge um FID cuja amplitude é diretamente proporcional ao valor da magnetização z no instante τ, pode-se obter a evolução temporal da magnetização longitudinal e, conseqüentemente, o valor do tempo de T1. 

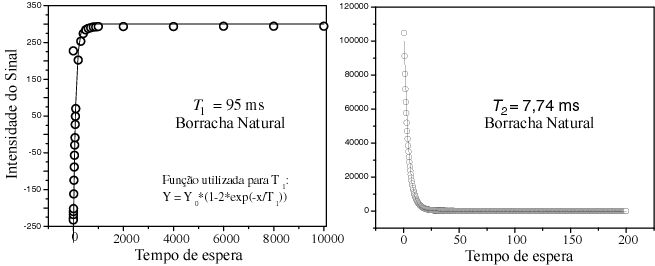
Tempo de relaxação longitudinal e tempo de relaxação transversal da Borracha natural.

A partir da obtenção de uma coleção de valores T1 energia de ativação do sistema através do modelo BPP (Modelo Bloembergen-Purcell-Pound)
Na Figura acima à direita, podemos ver uma seqüência de pulsos, a qual podemos extrair as informações citadas.
A partir desta seqüência de pulsos obtemos uma curva que a princípio pode ser ajustada com a equação a seguir,
{\displaystyle M_{z}=M_{0}[1-2\exp(-t/T_{1})]}
onde esta equação descreve o comportamento da magnetização Mz em função de t e conseqüentemente podemos obter a partir desta o tempo de relaxação longitudinal. Por outro lado, existem outros métodos convencionais de se medir T1, um exemplo é o método de saturação inversão, onde aplica-se um pulso de 90º transferindo a magnetização Mz  para o plano xy (Mz=0), criando assim uma efetiva saturação da
magnetização
{\displaystyle M_{z}=M_{0}[1-\exp(-t/T_{1})]}
Como exemplo de medidas de tempo de relaxação, temos mostrado na Figura a ao lado um experimento no qual mede o tempo de relaxação longitudinal e relaxação transversal da borracha natural.

### Medida de T1e a dinâmica
Quanto ao estudo da dinâmica molecular pela técnica de T1, temos como realizar tal experimento com função da temperatura, obtendo não T1 direto, mas sim uma taxa de relaxação em função da temperatura.  A taxa de relaxação é dada da seguinte forma:
{\displaystyle {\frac {1}{T_{1}}}=C.J(\omega _{0},\tau _{c})}
onde a constate C contém toda a informação da interação que está ocorrendo e {\displaystyle \scriptstyle J(\omega _{0},\tau _{c})} a função da dinâmica,  conhecida como densidade espectral.  A função {\displaystyle \scriptstyle J(\omega _{0},\tau _{c})} é oriunda da transformada de Fourier da função de correlação,
{\displaystyle J(\omega )=\int G(t)e^{i\omega t}d\tau } (L)
onde {\displaystyle \scriptstyle G(t/\tau )=e^{t/\tau }} ,a função de correlação G(t) é uma função que mede as flutuação em um tempo (t) comparado a um tempo depois (t+τ), sendo esta comparação uma  comparação estatística.  A função de correlação é considerada uma função de memória, pois mede durante quanto tempo uma dada propriedade dum sistema persiste até ser anulada pelo movimento molecular do sistema. Esta função tem valor alto para tempos curtos e decai a zero à medida que o tempo de correlação aumenta.
Se for possível definir um tempo de correlação {\displaystyle \scriptstyle t_{\tau }} para o movimento molecular, G(t) decai exponencialmente para zero: 
{\displaystyle G(t)=G(0)e^{-t/\tau c}}
uma  vez que {\displaystyle \scriptstyle G(0)=\langle f^{2}(t)\rangle =1}
, logo a equação (L) torna-se:
{\displaystyle J(\omega )={\frac {2\tau _{c}}{1+\omega _{0}^{2}\tau _{0}^{2}}}} (Z)
Substituindo (Z) em (L) temos:
{\displaystyle {\frac {1}{T_{1}}}=C{\Bigg \{}{\frac {2\tau _{c}}{1+\omega _{0}^{2}\tau _{0}^{2}}}{\Bigg \}}}
onde esta equação representa a taxa de relaxação longitudinal homonuclear para {\displaystyle \scriptstyle \omega _{0}\tau _{c}=1}  e esta também pode ser expandida de acordo com a dinâmica do sistema em estudo, onde {\displaystyle \scriptstyle \omega _{0}\tau _{c}=0.62} o modelo BPP em:
{\displaystyle {\frac {1}{T_{1}}}=C{\Bigg \{}{\frac {\tau _{c}}{1+\omega _{0}^{2}\tau _{c}^{2}}}+{\frac {4\tau _{c}}{1+4\omega _{0}^{2}\tau _{c}^{2}}}{\Bigg \}}}

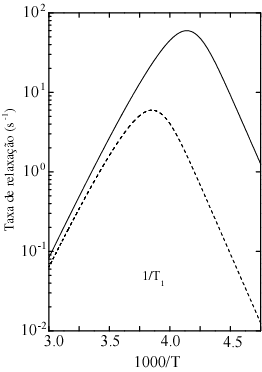
Ilustração da evolução das taxas de relaxação spin rede (T^{-1}) com inverso da temperatura.

e para o caso de interação heteronuclear do tipo C-H, a taxa de relaxação torna-se do tipo:
{\displaystyle {\frac {1}{T_{1}}}=C{\Bigg \{}{\frac {\tau _{c}}{1+(\omega _{H}-\omega _{C})^{2}\tau _{c}^{2}}}+{\frac {3\tau _{c}}{1+\omega _{0}^{2}\tau _{c}^{2}}}+{\frac {6\tau _{c}}{1+(\omega _{H}+\omega _{C})^{2}\tau _{c}^{2}}}{\Bigg \}}}
Observando o comportamento da curva como exemplo, podemos calcular a
energia de ativação do movimento molecular nas escala de tempo de MHz. A partir da Figura.
Utilizando-se da equação teremos a energia de ativação do processo calculada em eV.
{\displaystyle E_{a}={\frac {\ln {\Bigg (}{\frac {1}{T_{1}}}{\Bigg )}_{a}-\ln {\Bigg (}{\frac {1}{T_{1}}}{\Bigg )}_{b}}{{\Bigg (}{\frac {1000}{T}}{\Bigg )}_{a}-{\Bigg (}{\frac {1000}{T}}{\Bigg )}_{b}}}\times 1000\times k_{b}}
e para obter o valor de {\displaystyle \scriptstyle \tau _{c}},basta utilizar da equação abaixo:
{\displaystyle \tau _{c}=\tau _{0}\exp(E_{a}/kT)}
uma vez que {\displaystyle \scriptstyle \omega _{0}\tau _{c}=0.62}, logo pode se obter o valor de {\displaystyle \scriptstyle \tau _{0}}.